# رومن پیتو
رومن پیتو (انگلیسی: Romain Pitau؛ زادهٔ ۸ اوت ۱۹۷۷) بازیکن فوتبال اهل فرانسه است.
از باشگاه‌هایی که در آن بازی کرده‌است می‌توان به باشگاه فوتبال لانس، باشگاه فوتبال نیس، باشگاه فوتبال سوشو، و باشگاه ورزشی مون‌پلیه اشاره کرد.